# Expoziția Memorială „Béla Bártok”
Expoziția Memorială „Béla Bártok” este un muzeu județean din Sânnicolau Mare, amplasat în Str. Republicii nr. 14. Sunt prezentate fotografii și documente originale privind viața și activitatea compozitorului Béla Bartók (1881 - 1945), născut în acest oraș. A realizat cea mai mare culegere de melodii populare românești (cca. 4.000) dar și numeroase studii științifice de specialitate. A cules cântece ale țăranilor aparținând și altor etnii.  Expoziția nu este organizată în casa natală a compozitorului. În vitrine se pot vedea acte, documente, partituri ale compozițiilor sale dar și sculpturi (bust realizat de Alexandru Fuchs și două basoreliefuri).
Clădirea muzeului, Castelul Nakó, este declarată monument istoric.